# Quyền LGBT ở Gabon
Quyền đồng tính nữ, đồng tính nam, song tính và chuyển giới ở Gabon có thể phải đối mặt với những thách thức pháp lý mà những người không phải LGBT không gặp phải. Vào ngày 5 tháng 7 năm 2019, một bộ luật hình sự sửa đổi đã được công bố nhằm hình sự hóa quan hệ tình dục giữa những người có cùng giới tính. Theo Báo cáo Quốc gia về Thực tiễn Nhân quyền, do Bộ Ngoại giao Hoa Kỳ công bố, luật này đối với bộ luật hình sự vẫn chưa được áp dụng vào cuối năm nay.  Theo Davis Mac-Iyalla của Mạng lưới đa dạng Interfaith ở Tây Phi, anh ta khai rằng anh ta biết hai người đàn ông ở Gabon đã bị bắt theo luật và phải hối lộ cảnh sát để được cho đi. 
Vào tháng 6 năm 2020, quốc hội Gabon đã phê chuẩn một biện pháp sẽ một lần nữa phi hình sự hóa đồng tính luyến ái ở nước này.
Các cặp vợ chồng đồng giới và hộ gia đình do các cặp đồng giới đứng đầu không đủ điều kiện cho các biện pháp bảo vệ pháp lý giống nhau dành cho các cặp vợ chồng khác giới và người LGBT phải đối mặt với sự kỳ thị trong dân số rộng hơn.
Vào tháng 12 năm 2008, Gabon đồng tài trợ và ký tuyên bố không ràng buộc của Liên Hợp Quốc về xu hướng tính dục và bản dạng giới kêu gọi sự phân biệt đối xử toàn cầu về đồng tính luyến ái, một trong sáu quốc gia châu Phi làm như vậy. Tuy nhiên, vào năm 2011, Gabon đã bỏ phiếu phản đối tuyên bố chung về chấm dứt các hành vi bạo lực và vi phạm nhân quyền liên quan dựa trên xu hướng tính dục và bản dạng giới tại Liên Hợp Quốc, lên án bạo lực và phân biệt đối xử đối với người LGBT.

## Pháp luật về hoạt động tình dục đồng giới
Sau khi đất nước độc lập khỏi Pháp năm 1960 và đến năm 2019, các mối quan hệ đồng tính đã không bị hình sự hóa. Tuổi đồng ý, tuy nhiên, luôn khác nhau. Hành vi tình dục đối diện đòi hỏi độ tuổi tối thiểu là 18, trong khi hành vi tình dục đồng giới yêu cầu độ tuổi tối thiểu là 21. Mặc dù vậy, Ủy ban về các quyền kinh tế, xã hội và văn hóa đã báo cáo vào năm 2013 rằng Gabon tiếp tục một môi trường phân biệt đối xử cao đối với người LGBT, "đó có thể là lý do tại sao báo cáo về các vụ việc của LGBT quá thấp."
Vào ngày 5 tháng 7 năm 2019, Gabon đã ban hành các sửa đổi đối với Bộ luật Hình sự của mình, đã hình sự hóa mối quan hệ đồng tính giữa những người trưởng thành đồng ý với hình phạt tù có thể lên tới 6 tháng và/hoặc phạt tiền tới 5 triệu CFA franc.

## Bảng tóm tắt
| Hoạt động tình dục đồng giới hợp pháp                                          | (Từ năm 2019) Lên đến 6 tháng tù với mức phạt |
| Độ tuổi đồng ý                                                                 | No                                            |
| Luật chống phân biệt đối xử trong ngôn từ kích động thù địch và bạo lực        | No                                            |
| Luật chống phân biệt đối xử trong việc làm                                     | No                                            |
| Luật chống phân biệt đối xử trong việc cung cấp hàng hóa và dịch vụ            | No                                            |
| Hôn nhân đồng giới                                                             | No                                            |
| Công nhận các cặp đồng giới                                                    | No                                            |
| Con nuôi của các cặp vợ chồng đồng giới                                        | No                                            |
| Con nuôi chung của các cặp đồng giới                                           | No                                            |
| Người đồng tính nam và đồng tính nữ được phép phục vụ công khai trong quân đội |                                               |
| Quyền thay đổi giới tính hợp pháp                                              |                                               |
| Truy cập IVF cho đồng tính nữ                                                  | No                                            |
| Thay thế thương mại cho các cặp đồng tính nam                                  | No                                            |
| NQHN được phép hiến máu                                                        | No                                            |